# Coppa Italia Dilettanti (Fase Eccellenza) 1992-1993
La fase Eccellenza della Coppa Italia Dilettanti 1992-1993 è un trofeo di calcio cui partecipano le squadre militanti nell'Eccellenza 1992-1993. Questa è la 12ª edizione, la seconda con questo nome. La vincitrice si qualifica per la finale della Coppa Italia Dilettanti 1992-1993 contro la vincitrice della fase C.N.D..

## Breve regolamento
Le compagini della Eccellenza 1992-1993 e della Promozione 1992-1993 (rispettivamente 1º e 2º livello regionale, ovvero 6º e 7º nazionale) competono nelle coppe regionali.
Le 19 vincitrici accedono alla fase nazionale e, attraverso gironi triangolari e sfide dirette, due di esse approdano in finale.

## Squadre partecipanti
| Regione                  | Squadra              | Città (provincia)            | Risultato       | Finalista         |
| ------------------------ | -------------------- | ---------------------------- | --------------- | ----------------- |
| Piemonte e Valle d'Aosta | Chieri               | Chieri (TO)                  | ?               | Moncalieri Sunese |
| Liguria                  | Migliarinese         | La Spezia                    | 1–1 e 0–0 (gfc) | Finale            |
| Lombardia                | Soresinese           | Soresina (CR)                | ?               | Meda Orceana      |
| Trentino-Alto Adige      | Arco                 | Arco (TN)                    | ?               | ?                 |
| Veneto                   | Opitergina           | Oderzo (TV)                  | ?               | ?                 |
| Friuli-Venezia Giulia    | Tamai                | Tamai (PN)                   | 3–1             | Ronchi            |
| Emilia-Romagna           | Imola                | Imola (BO)                   | 2–1             | Reggiolo          |
| Toscana                  | Impruneta Tavarnuzze | Impruneta e Tavarnuzze (FI)  | ?               | ?                 |
| Umbria                   | Umbertide Tiberis    | Umbertide (PG)               | 0–0 (4-1 dtr)   | Narnese           |
| Marche                   | Biagio Nazzaro       | Chiaravalle (AN)             | 1–0             | Lucrezia          |
| Lazio                    | VJS Velletri         | Velletri (RM)                | 2–0             | Palestrina        |
| Abruzzo                  | Pianella             | Pianella (PE)                | 3–1             | Mosciano          |
| Molise                   | Turris Santa Croce   | Santa Croce di Magliano (CB) | 4–0 e 5–1       | Fornelli          |
| Campania                 | Frattese             | Frattamaggiore (NA)          | 1–1 (5-3 dtr)   | Boys Caivanese    |
| Puglia                   | Campi Salentina      | Campi Salentina (LE)         | ?               | ?                 |
| Basilicata               | Pignola              | Pignola (PZ)                 | 1–0             | Castelluccio      |
| Calabria                 | Paolana              | Paola (CS)                   | ?               | ?                 |
| Sicilia                  | Juventina Gela       | Gela (CL)                    | 2–0             | Sant'Agata        |
| Sardegna                 | Carloforte           | Carloforte (CA)              | 1–0 (dts)       | Ariete Solanas    |

## Turni eliminatori
- Pignola - Juventina Gela 0-2[4] (17 marzo 1993, giocata al campo Federale di Potenza)
- Soresinese-Tamai 2-2; Opitergina-Tamai 0-2; Soresinese-Opitergina 1-0. Qualificato: Tamai[5] (che ha disputato entrambe le gare in trasferta)
- Carloforte-Imola 0-1; Imola-Impruneta 3-0; Impruneta-Carloforte ?. Qualificato: Imola
- Vjs Velletri - Biagio Nazzaro 1-1; Tiberis - Vjs Velletri 0-2; Biagio Nazzaro Tiberis 3-0. Qualificata: Biagio Nazzaro.
- Paolana-Turris 1-1 1-1 (5-6 dcr) (1º turno)[6]
- Turris - Juventina Gela 0-0 0-3  (quarti di finale)[6]

## Triangolari di semifinale
- Imola-Tamai 2-1; Tamai-Arco 0-0; Arco-Imola 0-1. Qualificato: Imola[7]
- Biagio Nazzaro - Campi Salentina 2-1; Campi Salentina - Juventina Gela 2-0; Juventina Gela - Biagio Nazzaro 4-0. Qualificata: Juventina Gela

## Finale
| Squadra 1 | Totale | Squadra 2      | Andata | Ritorno |
| --------- | ------ | -------------- | ------ | ------- |
| Imola     | 2 – 1  | Juventina Gela | 2 – 1  | 0 – 0   |